# Богацевич, Максим Пантелеймонович
Максим Пантелеймонович Богацевич (20 августа [1 сентября] 1820 — 19 [31] марта 1880) — русский генерал-майор, участник Кавказской войны и российского завоевания Средней Азии.
Воспитывался в 1-м кадетском корпусе. В 1836 году начал службу в Муромском полку; в 1855 году был переведён в стрелковый полк Императорской Фамилии, впоследствии переименованный в лейб-гвардии стрелковый батальон.
Затем Богацевич был командиром 10-го Сибирского линейного батальона, 8-го Сибирского линейного батальона, 1-го Туркестанского стрелкового батальона.
В чине полковника назначен в Псков командовать Каспийским пехотным полком (1866—1872); затем, в чине генерал-майора (30.10.1872) — 2-й бригадой 5-й пехотной дивизии (1873—1880).
Участвовал в Венгерской и Кавказских войнах, в российском завоевании Средней Азии и в русско-турецкой войне 1877—1878 гг.. Отличился при взятии крепостей Аулие-Ата в Туркестане и Никополя в Турции, в сражениях у Сгалевице и Пелишат и при взятии Плевны. Награждён орденом Св. Георгия IV класса (1 апреля 1878)
Похоронен на погосте Христорождественской церкви